# Franklyn Marks
Franklyn Marks (* 31. Mai 1911 in Cleveland, Ohio; † 12. Juli 1976 in Sherman Oaks, Kalifornien) war ein amerikanischer Komponist und Arrangeur, der sowohl als Filmkomponist als auch als Komponist des Progressive Jazz hervorgetreten ist.

## Wirken
Marks verfasste zunächst für Irving Mills den Song Merry Widow on a Spree (1937, als Frank Marks), den er als Pianist mit dem Millphonics Orchestra auch aufnahm. Im selben Jahr spielte er mehrere Stücke mit einer eigenen Band ein. In den nächsten Jahren arrangierte er für Charlie Barnet und war an der Orchestrierung der Musicals Too Many Girls und Best Foot Forward beteiligt.
Ab 1950 schrieb Marks für das Orchester von Stan Kenton Kompositionen, die die Beschränkungen des klassischen Tonsatzes überwanden und am Latin Jazz orientiert waren. Sein Trajectories wurde von Kenton zur Eröffnung aller Konzerte gespielt. Kenton nahm auch seine Stücke Spirals und Evening in Pakistan auf. Songs von Marks wurden auch von Jerry Lewis, Mel Blanc, Ike Carpenter, Bob Crosby, Laurindo Almeida und Artie Shaw aufgenommen. 1953 begleitete er Yma Sumac bei ihrem Auftritt im Mocambo-Club in Hollywood auf dem Piano.
Das Arbeiten für Kenton kompensierte die Zwänge, die Marks’ Tätigkeit für die Hollywood-Studios, insbesondere seit 1955 für die Walt Disney Studios, mit sich brachten. Aber anders als im Jazzbereich konnte er dort seinen Lebensunterhalt verdienen. Als Komponist fungierte er 1955 für eine Episode des Mickey Mouse Club und ab 1956 für 25 Folgen der Fernsehserie Disney-Land und weitere Fernsehproduktionen Disneys. Für das Kino orchestrierte er zunächst für Paul J. Smith, George Bruns oder Marvin Hamlisch die Musik von Zeichentrick-, Dokumentar- und Spielfilmen der Disney-Studios, bevor er 1967 für den ersten Film um Dagobert Duck selbst die Musik schrieb. Zudem schrieb er einzelne Filmsongs, beispielsweise Climb the Mountain für William Alwyns Soundtrack zu Third Man on the Mountain (1959).

## Filmografie (Auswahl)
- 1956: How to Have an Accident in the Home
- 1956: The Great Locomotive Chase
- 1956: Nature's Secrets of Life
- 1957: Johnny Tremain
- 1957: Perri
- 1958: The Light in the Forest
- 1960: Pollyanna
- 1961: 101 Dalmatians
- 1961: The Parent Trap
- 1961: Babes in Toyland
- 1961: The Absent-Minded Professor
- 1962: Bon Voyage!
- 1963: Miracle of the White Stallions
- 1963: The Sword and the Stone
- 1967: Scrooge McDuck and Money
- 1967: How the West Was Lost
- 1967: Charlie, the Lonesome Cougar
- 1969: Guns in the Heather
- 1970: King of the Grizzlies
- 1972: Justin Morgan Had a Horse
- 1973: The World's Greatest Athlete
- 1974: The Castaway Cowboy